# Giải bóng đá trong nhà vô địch quốc gia 2022
Giải bóng đá trong nhà vô địch quốc gia 2022 (Hay còn gọi: Giải Futsal HDBank Vô địch Quốc gia 2022) là sự kiện lần thứ 16 của Giải bóng đá trong nhà vô địch quốc gia do VFF và VOV phối hợp tổ chức. Nhà tài trợ cho giải đấu mùa này đó là HD Bank.

## Các đội Futsal tham dự
Có 11 đội tham dự bao gồm:
- Đội bóng tham dự vòng loại: Vietfootball, Cao Bằng FC, Hưng Gia Khang Đắk Lắk, Tân Hiệp Hưng, Quảng Nam.
- Đội bóng tham dự vòng chung kết: Thái Sơn Nam, Sanvinest Khánh Hoà, Thái Sơn Bắc, Hiếu Hoa Đà Nẵng, Sài Gòn FC, Sahako F.C..

## Địa điểm thi đấu
- Trung tâm huấn luyện và thi đấu thể dục thể thao tỉnh Lâm Đồng.
- Nhà thi đấu Đa năng Cần Thơ.

## Thể thức thi đấu
- Giải Futsal HDBank Vô địch Quốc gia 2022 năm nay có 11 đội đăng ký tham dự. Ban tổ chức tiếp tục áp dụng phương thức thi đấu chia làm hai giai đoạn để gia tăng hơn nữa sự cạnh tranh, tính hấp dẫn, và đảm bảo chất lượng các trận đấu; các đội được đăng ký tối đa 25 cầu thủ.
- Giai đoạn I (Vòng loại) sẽ diễn ra từ ngày 01/6 đến ngày 04/7 tại tỉnh Lâm Đồng gồm 5 đội là Cao Bằng, Hưng Gia Khang Đắk Lắk, Quảng Nam, Tân Hiệp Hưng, Vietfootball. Các đội sẽ thi đấu vòng tròn một lượt để tính điểm, xếp hạng, chọn 4 đội có thứ hạng cao nhất tham dự Giai đoạn II của giải.
- Giai đoạn II gồm 10 đội, trong đó có 6 đội có thứ hạng từ 1 đến 6 tại giải Futsal HDBank Vô địch Quốc gia 2021: Thái Sơn Nam, Sahako,  Zetbit  Sài Gòn FC, Thái Sơn Bắc, Sanvinest Sanatech  Khánh Hoà, Hiếu Hoa Đà Nẵng, và 4 đội vượt qua Giai đoạn I (Vòng loại). Các đội sẽ thi đấu vòng tròn hai lượt (lượt đi – lượt về) để tính điểm, xếp hạng chung cuộc. Lượt đi giai đoạn II dự kiến sẽ diễn ra ngày 13/06/2022 cho đến ngày 04/07/2022 tại Lâm Đồng và lượt về Giai đoạn II dự kiến được tổ chức từ ngày 5/11/ đến 26/11/2022 tại Cần Thơ.[3]

## Vòng loại

### Kết quả vòng loại
Tất cả các trận đấu diễn ra tại Trung tâm Huấn luyện và thi đấu Thể dục Thể thao tỉnh Lâm Đồng.
| Đội 1                  | Tỷ số | Đội 2                  |
| 1 tháng 6 năm 2022     |       |                        |
| Tân Hiệp Hưng          | 5–0   | Quảng Nam              |
| Cao Bằng               | 2–3   | Hưng Gia Khang Đắk Lắk |
| 3 tháng 6 năm 2022     |       |                        |
| Hưng Gia Khang Đắk Lắk | 0–3   | Tân Hiệp Hưng          |
| Quảng Nam              | 2–4   | Vietfootball           |
| 5 tháng 6 năm 2022     |       |                        |
| Cao Bằng               | 6–1   | Quảng Nam              |
| Vietfootball           | 2–5   | Tân Hiệp Hưng          |
| 7 tháng 6 năm 2020     |       |                        |
| Vietfootball           | 1–5   | Cao Bằng               |
| Quảng Nam              | 1–2   | Hưng Gia Khang Đắk Lắk |
| 9 tháng 6 năm 2020     |       |                        |
| Hưng Gia Khang Đắk Lắk | 8–3   | Vietfootball           |
| Tân Hiệp Hưng          | 1–3   | Cao Bằng               |

### Bảng xếp hạng vòng loại
| VT | Đội                    | ST | T | H | B | BT | BB | HS  | Đ | Thăng hạng hoặc xuống hạng |
| -- | ---------------------- | -- | - | - | - | -- | -- | --- | - | -------------------------- |
| 1  | Tân Hiệp Hưng          | 4  | 3 | 0 | 1 | 14 | 5  | +9  | 9 | Lọt vào Vòng chung kết     |
| 2  | Cao Bằng               | 4  | 3 | 0 | 1 | 16 | 6  | +10 | 9 | Lọt vào Vòng chung kết     |
| 3  | Hưng Gia Khang Đắk Lắk | 4  | 3 | 0 | 1 | 13 | 9  | +4  | 9 | Lọt vào Vòng chung kết     |
| 4  | VietFootball           | 4  | 1 | 0 | 3 | 10 | 20 | −10 | 3 | Không vượt qua Vòng loại   |
| 5  | Quảng Nam              | 4  | 0 | 0 | 4 | 4  | 17 | −13 | 0 | Không vượt qua Vòng loại   |

## Vòng chung kết

### Bảng xếp hạng
| VT | Đội                    | ST | T  | H | B  | BT | BB | HS  | Đ  | Giành quyền tham dự hoặc xuống hạng                    |
| -- | ---------------------- | -- | -- | - | -- | -- | -- | --- | -- | ------------------------------------------------------ |
| 1  | Sahako                 | 16 | 12 | 4 | 0  | 39 | 11 | +28 | 40 | Đủ điểu kiện tham dự AFC Futsal Club Championship 2023 |
| 2  | Thái Sơn Nam           | 16 | 11 | 4 | 1  | 53 | 18 | +35 | 37 | Đủ điểu kiện tham dự AFF Futsal Club Championship 2023 |
| 3  | Sài Gòn F.C.           | 16 | 9  | 3 | 4  | 43 | 23 | +20 | 30 |                                                        |
| 4  | Thái Sơn Bắc           | 16 | 8  | 3 | 5  | 43 | 33 | +10 | 27 |                                                        |
| 5  | Sanvinest Khánh Hòa    | 16 | 4  | 4 | 8  | 20 | 37 | −17 | 16 |                                                        |
| 6  | Tân Hiệp Hưng          | 16 | 4  | 3 | 9  | 25 | 39 | −14 | 15 |                                                        |
| 7  | Hiếu Hoa Đà Nẵng       | 16 | 4  | 2 | 10 | 24 | 42 | −18 | 14 | Giai đoạn 1 của Mùa giải 2023                          |
| 8  | Hưng Gia Khang Đắk Lắk | 16 | 3  | 4 | 9  | 28 | 48 | −20 | 13 | Giai đoạn 1 của Mùa giải 2023                          |
| 9  | Cao Bằng               | 16 | 2  | 3 | 11 | 18 | 42 | −24 | 9  | Giai đoạn 1 của Mùa giải 2023                          |

### Kết quả tỷ số
| Nhà \ Khách[1]                                                      | SHK | TSN | SGF | TSB | SNT | THH | HĐN | HDL | CBF |
| Sahako                                                              |     | 3–2 | 3–2 | 4–2 | 2–0 | 3–1 | 1–0 | 6–0 | 1–1 |
| Thái Sơn Nam                                                        | 0–0 |     | 4–4 |     | 1–1 | 5–2 | 2–0 |     | 5–2 |
| Sài Gòn                                                             | 0–3 | 0–1 |     | 3–1 | 4–0 | 2–0 | 1–2 | 4–1 | 4–1 |
| Thái Sơn Bắc                                                        | 0–2 | 2–2 | 0–3 |     | 5–1 | 1–5 | 3–2 | 4–3 | 6–1 |
| Câu lạc bộ bóng đá trong nhà Sanvinest Khánh Hòa                    | 1–3 | 1–5 | 2–6 | 0–3 |     | 0–0 | 5–2 | 2–2 | 1–0 |
| Tân Hiệp Hưng                                                       | 0–2 | 0–7 | 1–1 | 1–1 | 1–4 |     | 2–3 | 1–6 | 1–2 |
| Đà Nẵng                                                             | 0–6 | 0–2 | 3–4 | 1–3 | 1–2 | 1–5 |     | 2–3 | 1–0 |
| Bản mẫu:Fb team Câu lạc bộ bóng đá trong nhà Hưng Gia Khang Đắk Lắk | 0–2 | 0–4 | 0–4 | 2–5 | 0–0 | 1–3 | 3–3 |     | 1–1 |
| Cao Bằng                                                            | 0–2 | 1–3 | 1–1 | 2–6 | 1–3 | 3–1 | 0–2 | 2–4 |     |

Cập nhật lần cuối: ngày 10 tháng 11 năm 2022.
Nguồn: vff.org.vn
1 ^ Đội chủ nhà được liệt kê ở cột bên tay trái.
Màu sắc: Xanh = Chủ nhà thắng; Vàng = Hòa; Đỏ = Đội khách thắng.

## Truyền hình
Các trận đấu được truyền hình trực tiếp trên các kênh sóng VTC3, VTC8, VOVLive.

## Tổng hợp mùa giải
- Đội vô địch: Câu lạc bộ Sahako
- Đội thứ Nhì: Câu lạc bộ Thái Sơn Nam
- Đội thứ Ba: Câu lạc bộ Sài Gòn FC
- Giải phong cách: Câu lạc bộ Thái Sơn Bắc
- Cầu thủ xuất sắc nhất giải: Khổng Đình Hùng (Câu lạc bộ Sahako Sahako)
- Cầu thủ ghi nhiều bàn thắng nhất giải: Lâm Tấn Phát (Câu lạc bộ Sahako Sahako) và Nguyễn Trần Duy (Câu lạc bộ Sài Gòn FC), cùng ghi được 10 bàn thắng.
- Thủ môn xuất sắc nhất giải: Mai Xuân Hiệp (Câu lạc bộ Sahako Sahako)